# Liste der Baudenkmäler in Hohenberg an der Eger
Auf dieser Seite sind die Baudenkmäler in der oberfränkischen Stadt Hohenberg an der Eger zusammengestellt. Diese Tabelle ist eine Teilliste der Liste der Baudenkmäler in Bayern. Grundlage ist die Bayerische Denkmalliste, die auf Basis des Bayerischen Denkmalschutzgesetzes vom 1. Oktober 1973 erstmals erstellt wurde und seither durch das Bayerische Landesamt für Denkmalpflege geführt wird. Die folgenden Angaben ersetzen nicht die rechtsverbindliche Auskunft der Denkmalschutzbehörde.
 Diese Liste gibt den Fortschreibungsstand vom 27. August 2014 wieder und enthält 37 Baudenkmäler.

## Baudenkmäler nach Gemeindeteilen

### Hohenberg an der Eger
| Lage                                                  | Objekt                                   | Beschreibung | Akten-Nr.              | Bild                      |
| ----------------------------------------------------- | ---------------------------------------- | --- | ---------------------- | ------------------------- |
| Brunnengasse 8 (Standort)                             | Kleinhaus                                | Eingeschossiger Traufseitbau, verputzt, bezeichnet „1799“ | D-4-79-127-2 Wikidata  | BW                        |
| Burg 1, Burgplatz 4, Schirndinger Straße 1 (Standort) | Burganlage                               | Anlage im frühen 13. Jahrhundert, die erhaltenen Baulichkeiten im aufgehenden Mauerwerk spätmittelalterlich, 1666 sogenanntes Fürstenhaus mit Küchenanbau als markgräfliches Jagdschloss, dreigeschossiger Walmdachbau, nach 1945 Rekonstruktion des Stuckturms und inneren Torhauses, außerdem Wiederherstellung des Storchenturms, im Burghof spätromanische Wasserbecken sowie vier barocke Granit-Obelisken, 1752 von Thoma | D-4-79-127-3 Wikidata  | weitere Bilder            |
| Burgplatz 2 (Standort)                                | Wohnhaus                                 | Zweigeschossiger Walmdachbau, massiv und verputzt, frühes 19. Jahrhundert, Obergeschoss erneuert, Keller-Türrahmung bezeichnet „1825“ | D-4-79-127-4 Wikidata  | weitere Bilder            |
| Burgplatz 3 (Standort)                                | Wohnhaus                                 | Zweigeschossiger Traufseitbau, bezeichnet „1824“ und Nebengebäude mit gewölbter Durchfahrt, massiv und verputzt, bezeichnet „1794“ | D-4-79-127-5 Wikidata  | weitere Bilder            |
| Burgplatz 6 (Standort)                                | Äußeres Torhaus der Burg                 | Zweigeschossig, verputzt, mit Satteldach, nach Kriegszerstörung wiederhergestellt | D-4-79-127-6 Wikidata  | Äußeres Torhaus der Burg  |
| Hirtengasse 1 (Standort)                              | Kleinhaus                                | Eingeschossiger Satteldachbau, massiv und verputzt, Fachwerkgiebel, spätes 18./frühes 19. Jahrhundert | D-4-79-127-9 Wikidata  | BW                        |
| Hirtengasse 2 (Standort)                              | Ehemaliges Forsthaus                     | Eingeschossiger Mansardhalbwalmdachbau, verputzt, Giebel mit Fachwerk, in der geohrten Granit-Türrahmung bezeichnet „1768“ | D-4-79-127-10 Wikidata | BW                        |
| Hirtengasse 5 (Standort)                              | Wohnhaus                                 | Zweigeschossiger Satteldachbau, verkleidet, geohrte Türrahmung, bezeichnet „1787“ | D-4-79-127-11 Wikidata | BW                        |
| Hirtengasse 18 (Standort)                             | Wohnhaus                                 | Eingeschossiger Satteldachbau, verputzt, an der Hofseite Kniestock in Blockbauweise mit weitem Dachüberstand, ca. 14. Jahrhundert, ehemaliger Schafstall der Burg | D-4-79-127-13 Wikidata | BW                        |
| Im Winkel 4 (Standort)                                | Wohnhaus                                 | Zweigeschossiger Satteldachbau, massiv und verputzt, mit geohrter Granit-Türrahmung, erste Hälfte 19. Jahrhundert | D-4-79-127-15 Wikidata | BW                        |
| Im Winkel 6 (Standort)                                | Reichere Granittürrahmung                | Bezeichnet „1799“; Türrahmung des Stallteils, bezeichnet „1790“ | D-4-79-127-17 Wikidata | Reichere Granittürrahmung |
| Im Winkel 7 (Standort)                                | Granit-Türrahmung                        | Profiliert, mit Schlussstein, bezeichnet „1830“ | D-4-79-127-18 Wikidata | Granit-Türrahmung         |
| Im Winkel 9 (Standort)                                | Wohnhaus                                 | Zweigeschossiger Satteldachbau mit Granit-Türrahmung, geohrt und profiliert, bezeichnet „1808“, Fachwerkstadel mit Satteldach, zweite Hälfte 18. Jahrhundert, vgl. Im Winkel 11 | D-4-79-127-19 Wikidata | weitere Bilder            |
| Im Winkel 10 (Standort)                               | Sogenannter Geigelhof                    | Ehemals geschlossene Hofanlage mit unregelmäßigem Grundriss, Wohnstallhaus, zweigeschossiger Frackdachbau, verputzt, in der Türrahmung bezeichnet „1842“, Schuppen mit Satteldach, anschließendes überdachtes Hoftor mit Nebengebäude in Blockbau, Ende 17./Anfang 18. Jahrhundert, Granit-Brunnentrog, gefeldert, bezeichnet „1814“, Fachwerkstadel mit Satteldach                                                             | D-4-79-127-20 Wikidata | Sogenannter Geigelhof     |
| Im Winkel 11 (Standort)                               | Wohnstallhaus                            | Zweigeschossiger Satteldachbau, massiv und verputzt, Obergeschoss mit reichem Egerländer Fachwerk, zweite Hälfte 18. Jahrhundert, später teilweise verändert, Fachwerkstadel vgl. Im Winkel 9 | D-4-79-127-21 Wikidata | Wohnstallhaus             |
| Im Winkel 14 (Standort)                               | Wohnstallhaus                            | Zweigeschossiger Satteldachbau, Obergeschoss Fachwerk, in der Türrahmung bezeichnet „1766“ | D-4-79-127-22 Wikidata | Wohnstallhaus             |
| Kirchstraße 1 (Standort)                              | Evangelisch-lutherische Stadtpfarrkirche | Chorturm mit welscher Haube, Saalbau mit Streben besetzt, Sakristeianbau, im Kern spätmittelalterlich, 1690 erweitert, 1945 ausgebrannt und wiederhergestellt, mit Ausstattung | D-4-79-127-24 Wikidata | weitere Bilder            |
| Kirchstraße 4 (Standort)                              | Wohnhaus                                 | Zweigeschossiger Walmdachbau, massiv und verputzt, mit ornamentaler Lisenengliederung, reiche Granit-Türrahmung, bezeichnet „1748“ | D-4-79-127-25 Wikidata | weitere Bilder            |
| Schirndinger Straße 1 (Standort)                      | Ehemaliges Pfarrhaus                     | Zweigeschossiger Satteldachbau, massiv und verputzt, Obergeschoss erneuert, geohrte Türrahmung mit Oberlicht, bezeichnet „1790“ | D-4-79-127-26 Wikidata | weitere Bilder            |
| Schirndinger Straße 3 (Standort)                      | Wohnhaus                                 | Zweigeschossiger Satteldachbau, massiv und verputzt, im Kern um 1800 | D-4-79-127-27 Wikidata | weitere Bilder            |
| Selber Straße 21 (Standort)                           | Nebengebäude                             | Eingeschossiger Mansarddachbau mit Toreinfahrt, verputzt, bezeichnet „1823“, weitgehend modernisiert | D-4-79-127-29 Wikidata | BW                        |
| Selber Straße 24 (Standort)                           | Wohnhaus                                 | Zweigeschossiger Bau mit abgewalmtem Dach, verputzt, 18. Jahrhundert | D-4-79-127-30 Wikidata | BW                        |
| Selber Straße 27 (Standort)                           | Wohnhaus                                 | Zweigeschossiger Satteldachbau, massiv und verputzt, mit geohrter Türrahmung, bezeichnet „1782“, im späten 19. Jahrhundert verändert | D-4-79-127-32 Wikidata | BW                        |
| Selber Straße 29 (Standort)                           | Wohnhaus                                 | Zweigeschossiger Halbwalmdachbau, mit Granit-Sockel und stichbogigen Granit-Fensterrahmungen, verputzt, um 1860/70 | D-4-79-127-33 Wikidata | BW                        |
| Selber Straße 78 (Standort)                           | Wohnhaus                                 | Eingeschossiger, giebelständiger Halbwalmdachbau, verputzt, an der Hofseite Kniestock in Blockbauweise mit weitem Dachüberstand, 18. Jahrhundert, weitgehend erneuert | D-4-79-127-34 Wikidata | BW                        |
| Selber Straße 83 (Standort)                           | Ehemaliges Wohnstallhaus                 | Zweigeschossig und verputzt, Satteldach mit Halbwalm, reich profilierte Granit-Türrahmung, bezeichnet „1812“ | D-4-79-127-35 Wikidata | BW                        |
| Selber Straße 84 (Standort)                           | Wohnstallhaus                            | Giebelständiger Frackdachbau, verputzt, in der geohrten Granit-Türrahmung bezeichnet „1807“; Stallteil bezeichnet „1806“, im späten 19. Jahrhundert erneuert | D-4-79-127-36 Wikidata | BW                        |
| Selber Straße 87 (Standort)                           | Wohnhaus                                 | Zweigeschossiger, traufständiger Mansardhalbwalmdachbau, massiv und verputzt, ehemals bezeichnet „1828“ | D-4-79-127-37 Wikidata | BW                        |
| Selber Straße 88 (Standort)                           | Ehemalige Färberei                       | Zweigeschossiges Haus mit Mansard-Halbwalmdach, ornamentierte Granit-Türrahmung, ehemals bezeichnet „1762“; der querstehende Stall mit Granit-Türrahmung, bezeichnet „1786“; zwei gefelderte Granit-Türpfosten, einer davon bezeichnet „1765“ | D-4-79-127-38          | BW                        |
| Selber Straße 89 (Standort)                           | Wohnhaus                                 | Traufständiger Frackdachbau, 18. Jahrhundert, mehrfach verändert | D-4-79-127-39 Wikidata | BW                        |
| Zäunigweg 1 (Standort)                                | Kleinhaus                                | Eingeschossiger Mansardhalbwalmdachbau, massiv und verputzt, um 1800 | D-4-79-127-44 Wikidata | BW                        |

### Confinhaus
| Lage                    | Objekt                                              | Beschreibung                                                                                | Akten-Nr.             | Bild |
| ----------------------- | --------------------------------------------------- | ------------------------------------------------------------------------------------------- | --------------------- | ---- |
| Confinhaus 1 (Standort) | Sogenanntes Confinhaus, ehemalige Quarantänestation | Obergeschoss Fachwerk, Satteldach (ursprünglich Frackdach), Ende 18. Jahrhundert, verändert | D-4-79-127-8 Wikidata | BW   |

### Neuhaus an der Eger
| Lage                                                         | Objekt                                 | Beschreibung | Akten-Nr.              | Bild |
| ------------------------------------------------------------ | -------------------------------------- | --- | ---------------------- | ---- |
| An der Straße nach Thierstein, am Hohen Damm und im Forst () | Drei Grenzsteine                       | 17./18. Jahrhundert; nicht nachqualifiziert                                                                                         | D-4-79-127-41 Wikidata |      |
| Schloßstraße 3 (Standort)                                    | Ehemaliges Gasthaus zum Schloß         | Zweigeschossiger Satteldachbau, Fachwerk, verputzt, Mitte 19. Jahrhundert, Tanzsaalanbau mit Freitreppe, verputzt, Satteldach, 1923 | D-4-79-127-45 Wikidata | BW   |
| Schloßstraße 8 (Standort)                                    | Ehemaliges von Schirndingsches Schloss | Zweigeschossiger Zweiflügelbau mit Satteldach, massiv und verputzt, 17./18. Jahrhundert, Veränderungen                              | D-4-79-127-40 Wikidata | BW   |

### Sommerhau
| Lage                   | Objekt    | Beschreibung | Akten-Nr.              | Bild |
| ---------------------- | --------- | --- | ---------------------- | ---- |
| Sommerhau 7 (Standort) | Bauernhof | Ehemaliges Wohnstallhaus mit Satteldach, zweigeschossig, verputzt, teilweise Blockbau, hofseitig Dachüberstand, wohl noch 18. Jahrhundert | D-4-79-127-42 Wikidata | BW   |
| Sommerhau 9 (Standort) | Bauernhof | Geschlossener Hof des Egerländer Typs, Wohnhaus, eingeschossiger Satteldachbau, mehrfach verändert, Nebengebäude                          | D-4-79-127-43 Wikidata | BW   |

## Ehemalige Baudenkmäler nach Ortsteilen

### Hohenberg an der Eger
| Lage                        | Objekt                     | Beschreibung                               | Akten-Nr.              | Bild |
| --------------------------- | -------------------------- | ------------------------------------------ | ---------------------- | ---- |
| Brunnengasse 4 (Standort)   | Krüppelwalmdachhaus        | Türrahmung bezeichnet „1830“               | D-4-79-127-1 Wikidata  | BW   |
| Burgplatz 9 (Standort)      | Reichere Granit-Türrahmung | Bezeichnet „1784“                          | D-4-79-127-7 Wikidata  | BW   |
| Hirtengasse 14 (Standort)   | Granit-Türrahmung          | Ornamentiert, bezeichnet „1778“            | D-4-79-127-12 Wikidata | BW   |
| Hirtengasse 22 (Standort)   | Granit-Türrahmung          | Ornamentiert, Anfang 19. Jahrhundert       | D-4-79-127-14 Wikidata | BW   |
| Im Winkel 5 (Standort)      | Stadel                     | In der Granit-Türrahmung bezeichnet „1811“ | D-4-79-127-16 Wikidata | BW   |
| Im Winkel 16 (Standort)     | Geohrte Granit-Türrahmung  | Bezeichnet „1779“                          | D-4-79-127-23 Wikidata | BW   |
| Selber Straße 1 (Standort)  | Hierzu Brunnentrog         | Aus Granit, bezeichnet „1772“              | D-4-79-127-28 Wikidata | BW   |
| Selber Straße 26 (Standort) | Satteldachhaus             | Die geohrte Türrahmung bezeichnet „1800“   | D-4-79-127-31 Wikidata | BW   |